# De Marchant et d'Ansembourg
De Marchant et d'Ansembourg is een van oorsprong Zuid-Nederlands adellijk geslacht waarvan alle leden de titel van graaf of gravin voeren.

## Oorsprong
De eerste bekende voorvader was Henry Marchant, schepen van Bouvignes die voor 5 november 1431 overleed. De familie werd rijk door de staalhandel en kocht in de 17de eeuw, de achtste generatie, het in de buurt van ijzermijnen gelegen kasteel Ansembourg in Luxemburg.
De stamvader van de drie takken is Claude Romain Joseph Maximilien François-de-Paule (1745-1789), rijksgraaf de Marchant d'Ansembourg, heer van Ansembourg, Septfontaines, Useldange, Kaeler, Boevange en Olm. Zijn zoon Jean-Baptiste-Joseph (1782-1854)  liet zich naturaliseren tot Nederlander. Diens twee kleinzonen werden de stamvaders van de Luxemburgse (eigenaars van Ansembourg) en Belgische tak (eigenaars van Heks).

## Adelsbesluiten
- Guillaume Marchant, heer van Hamave, werd in 1676 in de adelstand opgenomen.
- Thomas Marchant, schepen van de stad Luxemburg, neef van de voorgaande, werd in 1681 in de adel opgenomen.
- Zijn zoon, Thoma de Marchant verkreeg in 1728 verheffing van de heerlijkheid Ansembourg tot baronie en verlening van de erfelijke titel van baron de Marchant et d'Ansembourg.
- In 1749 verkreeg zijn zoon, Lambert-Joseph de Marchant et d'Ansembourg de erfelijke verheffing van zijn baronie tot graafschap.
- In 1750 verkreeg dezelfde, voor zich en al zijn nakomelingen de titel van graaf van het Heilige Roomse Rijk (zonder rechtskracht in de Oostenrijkse Nederlanden).
- In 1814 werd de familie in de Nederlandse adel erkend en werd een lid opgenomen in de Ridderschap van de provincie Noord-Brabant.
- Jean-Baptiste-Joseph de Marchant d'Ansembourg werd in 1816 in de Ridderschap van de provincie Limburg benoemd met de erfelijke titel van graaf voor alle nakomelingen die de naam dragen. In 1842 verliet hij de Belgische adel en aanvaardde hij een benoeming in de Ridderschap van Nederlands Limburg.

## Enkele telgen
- Claude Romain Joseph Maximilien François-de-Paule des H.R.Rijksgraaf de Marchant d'Ansembourg (1745-1789), heer van Ansembourg, Septfontaines, Useldange, Kaeler, Boevange en Olm.
  - Jean Baptiste Ferdinand Joseph graaf de Marchant d'Ansembourg, heer van Amstenrade en Geleen (1782-1854), na 1839 genaturaliseerd tot Nederlander.
    - Guillaume Louis Eugène Marie graaf de Marchant d'Ansembourg, heer van Ansembourg (1809-1882), stamvader van de Luxemburgse tak.
    - Laurent Michiel François Guillaume Marie Oscar graaf de Marchant d'Ansembourg (1811-1883), heer van Neuburg, Puth en Amstenrade, stamvader van de Nederlandse tak.
    - Alfred Fredéric Marie graaf de Marchant d'Ansembourg (1813-1876), heer van Heks, Terwinsel en Nuth, stamvader van de Belgische tak.

## Luxemburgse tak

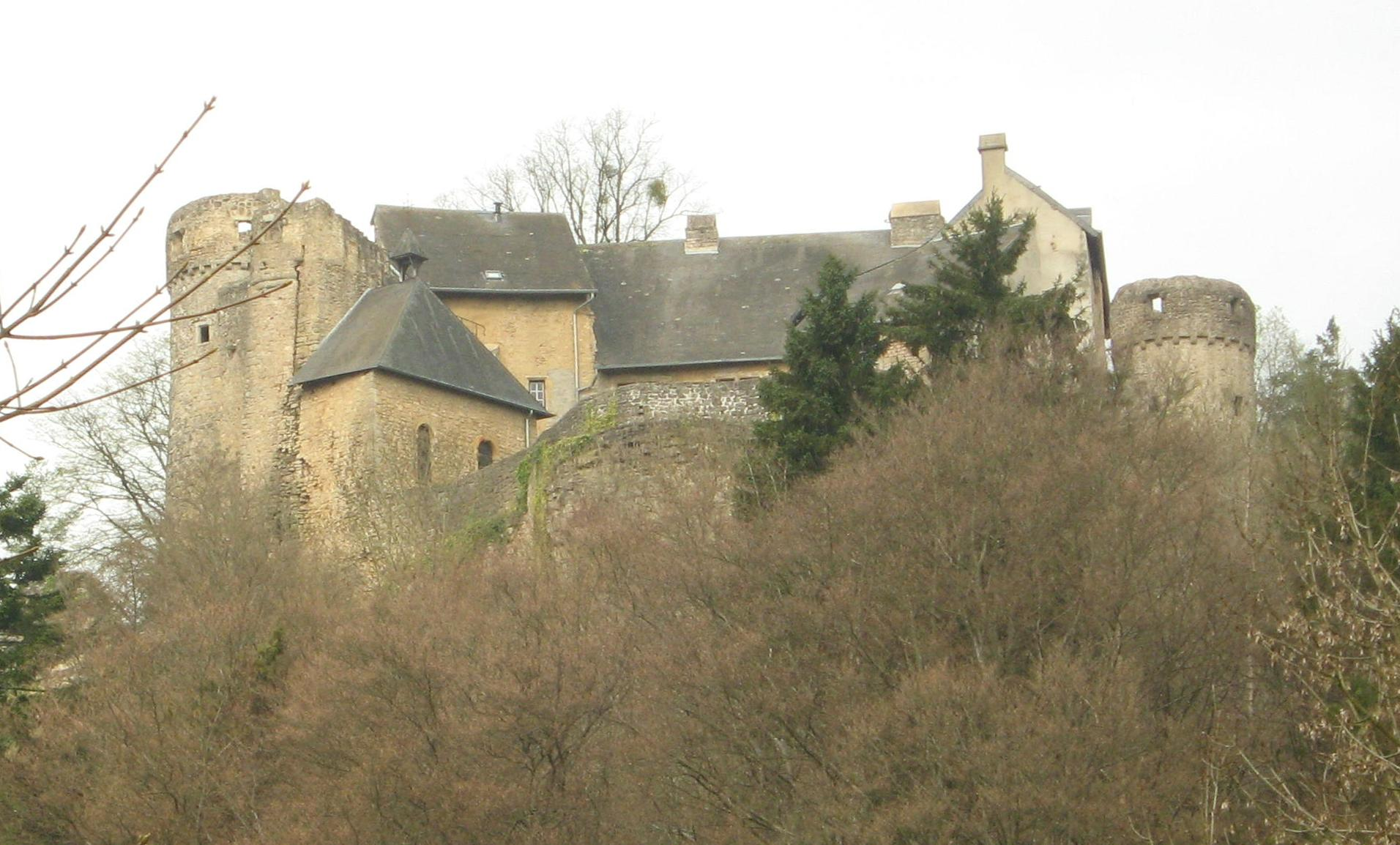
Burcht Ansembourg (zetel van de Luxemburgse tak)

- Claude Romain Joseph Maximilien François-de-Paule des H.R.Rijksgraaf de Marchant d'Ansembourg (1745-1789), heer van Ansembourg, Septfontaines, Useldange, Kaeler, Boevange en Olm.
  - Jean Baptiste Ferdinand Joseph graaf de Marchant d'Ansembourg, heer van Amstenrade en Geleen (1782-1854), na 1839 genaturaliseerd tot Nederlander.
    - Guillaume Louis Eugène Marie graaf de Marchant d'Ansembourg, heer van Ansembourg (1809-1882), lid van de Raad van State van het Groothertogdom Luxemburg, kamerheer van de Nederlandse koning en de Luxemburgse groothertogin
      - Amaury graaf de Marchant d'Ansembourg (1849-1926), burgemeester van Tuntange, minister van het Luxemburgse Groothertogdom, kamerheer van de Luxemburgse groothertogin en de Nederlandse koningin
        - Gaston graaf de Marchant d'Ansembourg (1891-1957), ambassadeur van het Groothertogdom Luxemburg, kamerheer van de Luxemburgse groothertogin
          - Gaston graaf de Marchant d'Ansembourg (1938-2007), bewoner van het Oud kasteel van Ansembourg
            - Gaston graaf de Marchant d'Ansembourg (1978), bewoner van het Oud kasteel van Ansembourg en chef de famille van het Luxemburgse, Nederlandse en Belgische geslacht

        - Raymond de Marchant et d'Ansembourg (1897-1959), kamerheer van de groothertogin van Luxemburg
        - Victor de Marchant et d'Ansembourg (1898-1980), kamerheer van de groothertog van Luxemburg

## Nederlandse tak

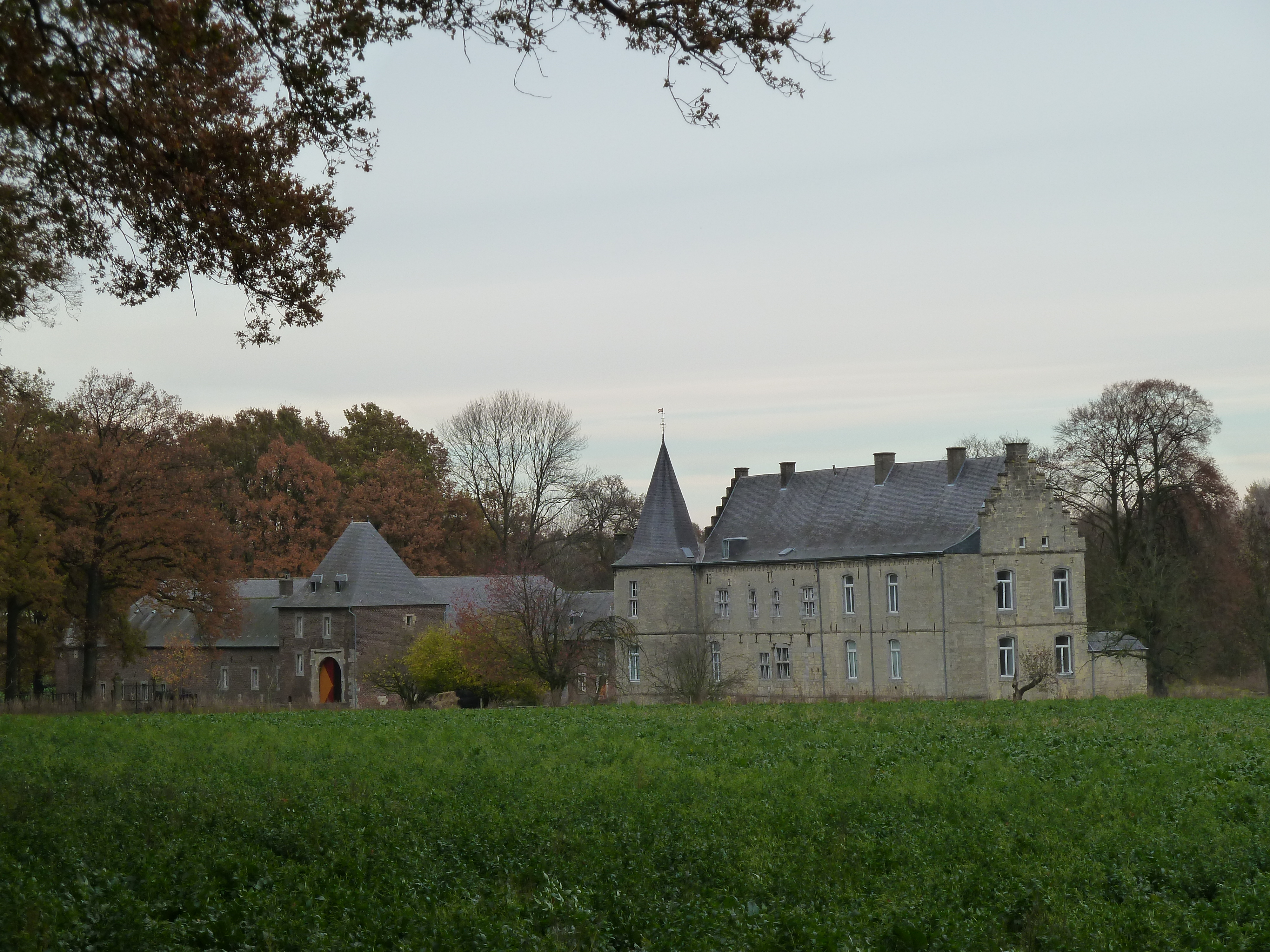
Kasteel Rivieren (zetel van de Nederlandse tak)

Na de benoemingen van 1814-16 en 1842 in Nederlandse Ridderschappen met homologatie van de titel van graaf, was de familie verbonden met Kasteel Amstenrade, Bruisterbosch, Crassenstein, Geleen, heerlijkheid Hardenberg, Harinxmastate, Holtfeld, Horst, kasteel Neubourg, Nuth, kasteel Puth (Voerendaal), Ravensbosch, kasteel Rivieren, Schinveld en Terwinsel.
Claude Romain de Marchant et d'Ansembourg (1745-1789), werd eigenaar van het kasteelgoed Amstenrade, door zijn huwelijk met Marie Victoire de Hayme de Bomal.
- Laurent Michiel François Guilliaum Marie Oscar graaf de Marchant d'Ansembourg, heer van Neuburg, Puth en Amstenrade (1811-1883)
  - Maria Antoinetta Frederique Pauline Hubertine gravin de Marchant et d'Ansembourg (1847-1922), vrouwe van Puth; trouwde in 1872 met Franz Ignaz Hubert Marie Graf zu Stolberg-Stolberg (1848-1912).
    - Joseph Oscar François Antoine Hubert Marie Graf zu Stolberg-Stolberg, heer van Ascherode, Borlinghausen (bij Warsburg, Westfalen) en Puth (Voerendaal) (1874-1956).
      - Wilhelm Josef Oskar Friedrich Leopold graaf zu Stolberg-Stolberg (1927-2011), tot 2007 eigenaar en bewoner van kasteel Puth en stamvader van het Nederlandse grafelijke geslacht Zu Stolberg-Stolberg.

  - Jean Baptiste Constantin Edgar Marie, genoemd Iwan graaf de Marchant et d' Ansembourg, heer van Neubourg, Hardenberg en Horst (1850-1915), lid van de Tweede Kamer en grootgrondbezitter.
    - Oscar Jean Baptiste Réné Joseph Marie graaf de Marchant et d'Ansembourg (1882-1961); trouwde in 1910 met Hedwig Thekla Laura Freiin von Brewer genannt von Fürth, vrouwe van Rivieren (1885-1965).
      - Johann Baptist Karl Wilhelm Hubert Joseph Maria graaf de Marchant et d'Ansembourg, heer van Rivieren (1912-1998).
      - Arthur Oswald Gisbert Aloysius Hubert Josef Maria graaf de Marchant et d'Ansembourg (1918-1957).
        - Oscar Otto Johannes Baptist Karl Klemens Laurentius graaf de Marchant et d'Ansembourg (1951-2020), pedagoog.[1]
          - Johannes Baptist Friedrich Wolf Arthur Felix graaf de Marchant et d'Ansembourg, heer van Rivieren en Bruisterbosch (°1979), hoofd van de zogenaamde Nederlandse tak.

    - Rudolf Leonhardus Hubertus Josephus Maria graaf de Marchant et d'Ansembourg, heer van Neubourg (1884-1952), lid gemeenteraad van Gulpen, lid van Provinciale Staten van Limburg.
    - Maria Sigismunde Josephina Ludmilla Huberta gravin de Marchant et d'Ansembourg, vrouwe van Holtfeld (1885-1952).
    - Wladimir Georg Clemens Joseph Hubert Marie graaf de Marchant et d'Ansembourg, heer van Crassenstein, Hardenberg en Horst (1887-1959).
    - Maximilianus Victor Eugène Hubertus Josef Maria graaf de Marchant et d'Ansembourg, heer van Amstenrade en Schinveld (1894-1975), NSB-politicus en commissaris der Provincie Limburg tijdens de Duitse bezetting; trouwde in 1930 met Myriam von Fürstenberg (1908-2006).
      - mr. Lambertus Joseph Rudolf Jean Baptiste Wilderich Gerardus Evermarus Maria graaf de Marchant et d'Ansembourg (1932-2007), ambassadeur.
        - Leila Marie Agnes Genevieve Andrée gravin de Marchant et d'Ansembourg (°1976), kasteelvrouwe van kasteel Amstenrade; trouwde in 2010 met jhr. Henri van Lidth de Jeude (°1973), lid van de Belgische tak van het geslacht Van Lidth de Jeude.

      - mr. Charles Alfred Frédéric Hubert Joseph Marie graaf de Marchant et d'Ansembourg (°1933), ambtenaar; trouwde in 1959 met Kyra Livia barones van Harinxma thoe Slooten (°1938), bewoners van Harinxmastate.
        - Anastasia Agnes Maria gravin de Marchant et d'Ansembourg (1962); trouwde in 1988 met Thibaud André Nicolas Adhémar de Guerre (°1960), zoon van Eugenie Maria Mechtildis Huberta Theodora Thaddeus gravin Wolff Metternich (1923-2016), bewoonster van kasteel Hillenraad en lid van de familie Wolff Metternich.
        - Donia Theresia Eugenia Leila gravin de Marchant et d'Ansembourg (°1973), kunsthistorica.

    - Leopold Alfred Adolf Hubert Joseph Maria graaf de Marchant et d'Ansembourg, heer van Ravensbosch (1899-1981).
    - Franciscus Renatus Wilhelmus Hubertus Maria Joseph graaf de Marchant et d'Ansembourg (1902-1976), ambassadeur.
      - mr. Jan Markus Vladimir Anton graaf de Marchant et d'Ansembourg, heer van Crassenstein (°1941), diplomaat.
      - Romain Joseph Rudolphe Maria graaf de Marchant et d'Ansembourg (1946-2014), fotograaf.

  - Arthur Oswald Joseph Edgar Marie graaf de Marchant et d'Ansembourg, heer van Amstenrade, Ravensbosch, Crassenstein en Holtfeld (1853-1925), burgemeester van Amstenrade, lid Provinciale Staten van Limburg.

## Belgische tak
Jean-Baptiste de Marchant et d'Ansembourg koos in 1830 de zijde van de Belgische Revolutie en werd lid van het Nationaal Congres. Twee van zijn zonen liggen aan de oorsprong van de Belgische tak van de familie. Het gaat om William d'Ansembourg (1809-1882) en Alfred d'Ansembourg (1813-1876). Van William zijn er heel wat afstammelingen, tot heden, terwijl de tak voortspruitende uit Alfred in 1944 is uitgestorven. In België gebruiken de telgen in het algemeen alleen de achternaam d'Ansembourg.
- Jean-Baptiste d'Ansembourg, (1782-1854), was lid van het Belgisch Nationaal Congres, keerde later naar Nederland terug.
  - William de Marchant et d'Ansembourg (1809-1882), kamerheer van de Luxemburgse groothertog, koning van Nederland.
    - Amaury de Marchant et d'Ansembourg (1849-1926), kamerheer van de groothertogin van Luxemburg, ambassadeur van het groothertogdom in België, burgemeester van Tuntingen.
      - Victor de Marchant et d'Ansembourg (1898-1980), kamerheer van de groothertog van Luxemburg.
        - Amaury de Marchant et d'Ansembourg (1930-1999), kabinetschef van de gouverneur van Belgisch Luxemburg, getrouwd met Micheline Le Boeuf (1929-1979).
          - Thomas de Marchant et d'Ansembourg (°1957), psychotherapeut en voormalig advocaat aan de balie van Brussel, hoofd van de zogenaamde Belgische tak; trouwde in 1998 met Valérie de Guerre (° 1963), dochter van Eugenie Maria Mechtildis Huberta Theodora Thaddeus gravin Wolff Metternich (1923-2016), laatste telg van het Nederlandse geslacht Wolff Metternich, en wier kinderen allen te Roermond werden geboren.

  - Alfred de Marchant et d'Ansembourg (1813-1876), burgemeester van Heks.
    - Gustave Hubert de Marchant et d'Ansembourg (1852-1914), burgemeester van Heks.
    - Louis de Marchant et d'Ansembourg (1858-1926)
      - Alfred de Marchant et d'Ansembourg (1886-1944), burgemeester van Heks.
      - Charles de Marchant et d'Ansembourg (1896-1915), gesneuveld in Diksmuide.